# Caulnes
Caulnes é uma comuna francesa na região administrativa da Bretanha, no departamento Côtes-d'Armor. Estende-se por uma área de 31,13 km². Em 2010 a comuna tinha 2 641 habitantes (densidade: 84,8 hab./km²).